# Jamie Zawinski
	James Werner Zawinski (Pittsburgh, Pensilvania, 3 de noviembre de 1968), conocido como jwz, es un programador informático que además de ser el responsable de la versión 1.1. del navegador Netscape Navigator, ha realizado significativas contribuciones a los proyectos de software libre Mozilla y XEmacs.
En su carrera como programador, primero fue empleado por Scott Fahlman en un grupo de investigación sobre programación en LISP en la Universidad Carnegie Mellon. Más tarde se incorporó en la Universidad de Berkeley junto a Robert Wilensky y Peter Norvig. En los 1990 se incorporó a Lucid Incorporated empleado por Richard P. Gabriel dónde empezó a trabajar en el desarrollo de GNU Emacs. El proyecto entró en problemas dentro de la compañía por conflicto de intereses, pero los desarrolladores consiguieron sacar adelante la versión de GNU Emacs: XEmacs.
Posteriormente, todavía en los 1990, Zawinski diseñó junto a Terry Weissman los clientes de correo y de noticias de Netscape para las versiones 2.0 y 3.0 y puso en práctica el entonces nuevo estándar de criptografía para el correo seguro con la participación de Lisa Repka. Renunció a Netscape Communications Corporation el 1 de abril de 1999.
Actualmente, Zawinski es el propietario del Club DNA lounge en San Francisco.